# Luxiaria punctata
Luxiaria punctata är en fjärilsart som beskrevs av W. Warren 1896. Luxiaria punctata ingår i släktet Luxiaria och familjen mätare. Inga underarter finns listade i Catalogue of Life.